# Зитенсен
Зитенсен (њем. Sittensen) општина је у њемачкој савезној држави Доња Саксонија. Једно је од 57 општинских средишта округа Ротенбург (Виме). Према процјени из 2010. у општини је живјело 5.510 становника. Посједује регионалну шифру (AGS) 3357044.

## Географски и демографски подаци
Зитенсен се налази у савезној држави Доња Саксонија у округу Ротенбург (Виме). Општина се налази на надморској висини од 31 метра. Површина општине износи 18,6 km². У самом мјесту је, према процјени из 2010. године, живјело 5.510 становника. Просјечна густина становништва износи 297 становника/km².